# Karel Poborský
Karel Poborský, češki nogometaš, * 30. marec 1972, Jindřichův Hradec, Češkoslovaška.
Za češko nogometno reprezentanco je zbral 118 nastopov in dosegel 8 golov.